# Дансвілл (Нью-Йорк)
Дансвілл (англ. Dansville) — селище (англ. village) в США, в окрузі Лівінгстон штату Нью-Йорк. Населення — 4433 особи (2020).

## Географія
Дансвілл розташований за координатами 42°33′45″ пн. ш. 77°41′49″ зх. д. / 42.56250° пн. ш. 77.69694° зх. д. (42.562482, -77.696927).  За даними Бюро перепису населення США в 2010 році селище мало площу 6,75 км², уся площа — суходіл.

## Демографія
Згідно з переписом 2010 року, у селищі мешкало 4719 осіб у 1986 домогосподарствах у складі 1225 родин. Густота населення становила 699 осіб/км².  Було 2166 помешкань (321/км²).
Расовий склад населення:
| - 95,8 % — білих - 1,0 % — чорних або афроамериканців - 0,8 % — азіатів - 0,3 % — корінних американців |

До двох чи більше рас належало 1,4 %. Частка іспаномовних становила 2,2 % від усіх жителів.
За віковим діапазоном населення розподілялося таким чином: 24,3 % — особи молодші 18 років, 60,8 % — особи у віці 18—64 років, 14,9 % — особи у віці 65 років та старші. Медіана віку мешканця становила 40,1 року. На 100 осіб жіночої статі у селищі припадало 89,2 чоловіків;  на 100 жінок у віці від 18 років та старших — 85,2 чоловіків також старших 18 років.
Середній дохід на одне домашнє господарство  становив 52 053 долари США (медіана — 40 841), а середній дохід на одну сім'ю — 67 955 доларів (медіана — 62 775). Медіана доходів становила 41 250 доларів для чоловіків та 37 340 доларів для жінок. За межею бідності перебувало 21,3 % осіб, у тому числі 33,8 % дітей у віці до 18 років та 15,3 % осіб у віці 65 років та старших.
Цивільне працевлаштоване населення становило 1986 осіб. Основні галузі зайнятості: освіта, охорона здоров'я та соціальна допомога — 33,1 %, виробництво — 14,9 %, мистецтво, розваги та відпочинок — 11,1 %, будівництво — 10,6 %.